# Polgár Csaba (onkológus)
Polgár Csaba (Budapest, 1969. április 27. – ) magyar orvos, onkológus, az MTA levelező tagja. 2018 és 2025 között az Országos Onkológiai Intézet főigazgatója. Kutatási kerülete az emlődaganatok terápiája.

## Életpályája
A Semmelweis Orvostudományi Egyetemen (SE) 1993-ban szerzett általános orvosi diplomát. 1993 októberétől az Országos Onkológiai Intézet (OOI) Sugárterápiás Osztályán dolgozott – 1999-től adjunktus, 2000 óta főorvos; 2002-től osztályvezető-helyettes főorvos, 2009-től osztályvezető főorvos, 2012-től központvezető főorvos beosztásban. 2013-től a főigazgató főorvos általános helyettese volt, majd Kásler Miklós után főigazgató főorvosa, 2025. január 31-ei hatállyal történt leváltásáig. 2025-ben a Magyar Tudományos Akadémia levelező tagjává választották.

## Kutatási területe
Fő kutatási területe az emlődaganatok brachy- és teleterápiája, illetve a képvezérelt háromdimenziós és intenzitás-modulált besugárzási technikák bevezetése.

## Publikációi
Lektorált közleményeinek száma: 145; kumulatív impakt faktora: 281; összes hivatkozások száma: 2631; független hivatkozások száma: 2236; Hirsch-indexe: 36. Könyvfejezeteinek száma: 16. 

## Díjai, elismerései
Több tudományos díj nyertese hazánkban (MOT Kiváló Ifjú Onkológus Díj, Magyar Onkológia legjobb eredeti közlemény díja, Orvosi Hetilap Markusovszky Lajos-díj) és külföldön (Judith Stitt award, ESTRO-Nucletron Brachytherapy award). 2017-ben MTA doktora címet szerzett és Batthyány-Strattmann díjban, valamint Krompecher díjban részesült. 2021-ben a Magyar Érdemrend tisztikeresztjével jutalmazták.

## Családja
Házas, három gyermek édesapja.